# Nick Stabile
Nick Stabile, nome completo Nicholas Francis Stabile (Wheat Ridge, 4 marzo 1971), è un attore statunitense.

## Filmografia

### Cinema
- La sposa di Chucky (Bride of Chucky), regia di Ronny Yu (1999)
- Descendant, regia di Kermit Christman (2003)
- Dead Write, regia di Michael Connell (2007)
- Sheltered, regia di Josh Stoddard (2010)

### Televisione
- Il cliente (The Client) - serie TV, 1 episodio (1995)
- Una bionda per papà (Step by Step) - serie TV, 1 episodio (1996)
- Boston Common - serie TV, 1 episodio (1996)
- Sunset Beach - serie TV, 156 episodi (1997-1998)
- Dawson's Creek - serie TV, 1 episodio (1999)
- Undressed - serie TV, 1 episodio (1999)
- Streghe (Charmed) - serie TV, 1 episodio (1999)
- Popular - serie TV, 3 episodi (2001)
- Half & Half - serie TV, 5 episodi (2004)
- Passions - serie TV, 14 episodi (2004)
- CSI: Miami - serie TV, 1 episodio (2006)
- Saints & Sinners - serie TV, 52 episodi (2007)
- Senza traccia (Without a Trace) - TV, 1 episodio (2008)
- Saving Grace - serie TV, 1 episodio (2009)
- I giorni della nostra vita (Days of Our Lives) - TV, 18 episodi (2009)
- General Hospital - TV (2016)

## Doppiatori italiani
- Vittorio De Angelis in La sposa di Chucky
- Francesco Pezzulli in CSI: Miami